# УНКРО
Операција Уједињених нација за враћање поверења у Хрватској (енгл. United Nations Confidence Restoration Operation in Croatia), позната по свом акрониму УНКРО (од енгл. UNCRO), је завршена мисија Уједињених нација. Заменила је УНПРОФОР у Хрватској.

## Мисија
УНКРО је основана 31. марта 1995. године резолуцијом Савета безбедности 981 и распоређена у деловина новонастале Републике Хрватске. Додатне снаге су биле распоређене на територијама под српском контролом у Републици Српској Крајини (Северна Далмација, Лика и Крбава, Кордун и Банија, Западна Славонија, Барања, Источна Славонија, Западни Срем). Додатни посматрачи су били стационирани на Превлаци.

## Мандат
Њихов мандат је подразумевао:
- Вршење функција предвиђених споразумом о прекиду ватре од 29. марта 1994. године;
- Олакшавање примене економског споразума од 2. децембра 1994;
- Олакшавање примене свих релевантним резолуција Савета безбедности;
- Помоћ у контроли, праћењу и извештавању, прелазу војног особља, опреме, потрошног материјала и оружја, преко међународних граница између Хрватске и Босне и Херцеговине, и Хрватске и Савезне Републике Југославије;
- Олакшавање испоруке међународне хуманитарне помоћи за Босну и Херцеговину преко територије Хрватске, и
- Праћење демилитаризације полуострва Превлака.

## Снаге
Да бисте се осигурао успех операције 6.581 војника, 194 војних посматрача и 296 цивилних полицајаца је служиоло у УНКРО. Током њиховог присуства УНКРО је претрпео 16 смртних случајева, од којих су сви војно особље.

## Окончање
После операција Бљесак и Олуја, УНКРО смањује своје активности само на најисточније делове Хрватске. Након Ердутског споразума, мандат УНКРО-а је укинут 15. јануара 1996.